# ハットゥシリ3世
ハットゥシリ3世（Hattušili　III、在位：紀元前1266年頃 - 紀元前1236年頃）は、ヒッタイトの大王。彼はエジプト第19王朝との間に世界初の平和条約である「エジプト・ヒッタイト平和条約」を結んだことで名高い。

## 来歴

### 王族
大王ムルシリ2世の末の息子として生まれ、ムワタリの弟にあたる。子供の頃からあまり健康に優れなかったようである。そのため父ムルシリは夢占いに従ってハットゥシリをサムハの町の守護神であるシャウシュカ（イシュタル）女神の神官とした。彼は生涯を通じこの女神への篤い信仰を表明している。
父が死ぬと兄ムワタリが大王に即位した。ハットゥシリは兄の下で、軍司令官（EN KARAŠ）および近衛隊長（GAL MEŠEDIUTIM）を務めた。ついで北方の強敵カシュカ族に対する最前線である「上の国」の長官に任命された。当時ムワタリは帝都をタルフンタッシャに遷しており、旧都ハットゥシャを含む地域の長官という重職への任命は、ムワタリの弟に対する信頼を思わせる。さらに、ネリクの町を失ったのち天候神信仰の中心地となっていた属領ハクピシュの副王に任じられる。ムワタリに従いカデシュの戦いにも従軍。帰還後、ラワツィンティヤのイシュタル神官の娘プドゥヘパと結婚した。

### 簒奪
ハクピシュ副王としてネリクを奪還する働きをみせ、自分の生涯で最高の功績と自賛している。そのため長男には「ネリクの人」を意味する「ネリッカリ」と名づけたほどである。ムワタリの死後、その息子で甥にあたるムルシリ3世が王位についたが、ムルシリ3世は庶子であり、このことがムルシリ3世と他の王族の間に軋轢を生み出していた。それでもハットゥシリ3世は当初ムルシリ3世を支持していた。
しかし両者の関係は次第に悪化。ムルシリが誇るべきネリク長官の地位を奪って自分を排除しようとしたので、先手を打ってムルシリ3世を追放して王位についた、とハットゥシリは自らの年代記で主張している。一方で、ムルシリ3世の弟クルンタをかつてムワタリが首都を構えたタルフンタッシャの王に任じて、親ムルシリ3世派の懐柔を図った。また神助であることを強調して自分の即位を正当化した。息子のトゥドハリヤでさえ父の簒奪には批判的で、父の側について戦ったマストゥリという人物を批判している。

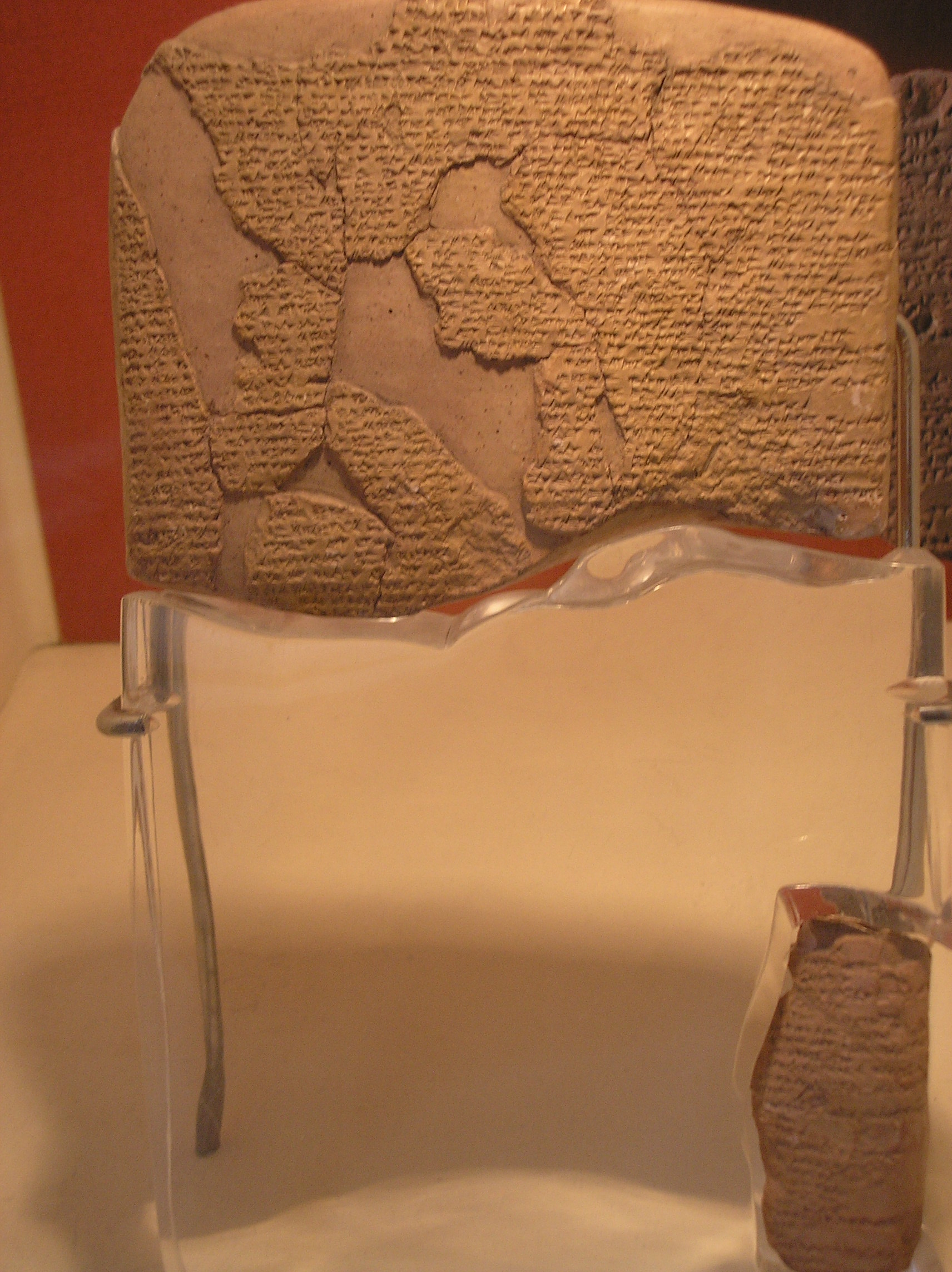
ボアズキョイ/ハットゥシャで発見された、ヒッタイト・エジプト和平条約を記した粘土板文書（イスタンブール考古学博物館）

### 和平条約
前王の代より、東隣する国家アッシリアが急激に勢力を拡大していた。アッシリア王アダド・ニラリ1世の時代にはミタンニの旧領を併呑し、この時期にはヒッタイトの領土に迫る勢いを見せた。このため、ハットゥシリ3世は歴代王が長期にわたって継続してきたシリアでエジプトと対抗する政策を転換し、シリア方面での拡大を放棄してエジプトとの講和、さらに同盟を図った。
この結果紀元前1259年に、ヒッタイトの大王ハットゥシリ3世とエジプトのファラオ・ラムセス2世の間で、シリアにおける国境線の確定、相互不可侵、外敵に対する共同防衛を取り決めるエジプト・ヒッタイト平和条約が結ばれた。これは当時の平和・同盟条約としては条文が残されている数少ない実例であり、極めて重要である。正文を銀板に記し、粘土板にコピーしたものを両国が所有したが、正文を記した銀板は発見されていない。さらにハットゥシリ3世は、ラムセス2世に娘サウシュカヌを嫁がせてエジプトとの同盟強化を図った。サウシュカヌは「マアト・ホル・ネフェル・レ」というエジプト名を与えられ、ラムセスの娘を産んでいる。
ハットゥシャの遺跡からはハットゥシリによる200以上の外交文書が発見されており、活発な首脳外交を物語っている。またフラクティンにはハットゥシリとプドゥヘパの摩崖碑文が残されており、ヒッタイトにおける王妃の地位の高さを窺わせる。彼の死後、息子のトゥドハリヤが跡を継いだ。

## 文献
- A. Ünal: Hattusili III. Texte der Hethiter. Bd 3-4. Universitätsverlag Carl Winter, Heidelberg 1974. ISBN 3-533-02397-4 ISSN 0173-4865
- H. Klengel: Geschichte des hethitischen Reiches. Handbuch der Orientalistik. Bd 34. Brill, Leiden/Boston/Köln 1999. ISBN 90-04-10201-9
- H. Otten: Die Apologie Hattusilis III. Das Bild der Überlieferung. Studien zu den Bogazköy-Texten. Bd 24. Otto Harrassowitz, Wiesbaden 1981. ISBN 3-447-02149-7
- Bryce, Trevor (1998). The Kingdom of the Hittites. Oxford University Press. ISBN 978-0199240104.